# Amway
Amway este o companie de vânzări directe care folosește multi-level marketing pentru a-și promova produsele. Compania a fost înființată în anul 1959 și comercializează suplimente alimentare Nutrilite, produse de machiaj gama prestige Artistry, produse de îngrijire personala G&H.
Amway este pe locul 29 în topul celor mai mari companii private din Statele Unite ale Americii de catre Forbes în 2015 și numărul 1 printre companiile de vânzări directe, în topul făcut de Direct Selling News în 2016.
Amway s-a extins în  Australia în 1971, în parți ale Europei în 1973, părți ale Asiei în 1974, în Japonia în 1979, în americile latine în 1985, în Thailanda în 1987, în China în 1995, în Africa și în România în 1997, în India și Scandinavia în 1998, în Ucraina în 2003, în Rusia în 2005 și în Vietnam în 2006.
Conform site-ului oficial Amway din 2011 compania operează în peste 100 de țări și teritorii, organizat în  regiuni diferite : Americile, Europa, China, Japonia & Coreea precum și S-E Asiei/ Australiei. În 2015 top 10 piețe de desfacere pentru Amway erau  China, Coreea de Sud, Statele Unite ale Americii, Japonia, Thailanda, Rusia, Malaysia, India și Ucraina.
Cifra de afaceri în 2008: 8 miliarde USD Cifra de afaceri în 2010 de 9,2 miliarde dolari.
Date și cifre în 2016:
- Vânzări pe categorii de produse în 2016: Nutriție, 49% (+3% față de 2015); frumusețe și îngrijire personală, 25% (la fel ca în 2015); produse durabile, 15% (-1% față de 2015); produse pentru îngrijirea casei, 7% (la fel ca în 2015); alte categorii, 4% (-2% față de 2015).
- Lansările majore de produse Amway în 2016 au inclus linia de hidratare a pielii Truvivity by Nutrilite™, Artistry Flora Chic™, primul parfum premium de la Artistry™, și continuă promovarea Artistry Supreme LX™, cremele de lux pentru ochi și ten cu efecte anti-îmbătrânire.
- Top 10 al țărilor, în funcție de vânzările Amway în 2016: China, Statele Unite, Coreea de Sud, Japonia, Thailanda, Taiwan, India, Malayasia, Rusia și Hong Kong.
- Nouă din piețele Amway au înregistrat o creștere de două cifre, comparativ cu datele din 2015.[9]

FTC din SUA a emis o decizie, In re Amway Corp., în 1979 în care indica faptul că marketingul multi-nivel nu era ilegal per se în SUA. Totuși, Amway a fost găsită vinovată de fixarea prețurilor (prin a cere în mod efectiv distribuitorilor „independenți” să vândă toți la același preț fix) și de a emite pretenții exagerate referitoare la câștiguri.